# Służba duszpasterska (II RP)
Służba duszpasterska – dział administracji wojskowej II RP powołany do zaspokajania potrzeb religijnych Wojska Polskiego II RP.

## Służba duszpasterska wyznania katolickiego
18 listopada 1921 minister spraw wojskowych rozkazem L. 4000/Org. zatwierdził organizację służby duszpasterstwa wyznania katolickiego na czas pokoju. Organizację służby duszpasterskiej wyznań niekatolich na czas pokoju minister zatwierdził rozkazem L. 4200/Org. z 24 maja 1922.
Do wykonania nałożonych zadań służba dysponowała specjalnym personelem i kościołami garnizonowymi lub urządzeniami liturgicznymi. Personel specjalny stanowili: a) kapelani wojskowi, b) personel szeregowy, odkomenderowany do tej służby, w celu pełnienia czynności pomocniczych w służbie duszpasterskiej, c) personel cywilny (organiści, zakrystianie itp.).
Organizację duchowieństwa wojskowego katolickiego ustalić miała ustawa o podstawowych obowiązkach i prawach duchowieństwa wojskowego oraz przepisy wykonawcze do niej.
Organy kierujące: biskup polowy i w zależności od biskupa polowego, dziekani okręgów korpusów.
Organy wykonawcze: wszyscy kapelani wojskowi.
Wszyscy bez wyjątku katoliccy kapelani wojskowi podlegali, w zakresie spraw kościelnych, przewidzianych w kodeksie prawa kanonicznego, biskupowi polowemu, przez odpowiednich, bezpośrednich swoich przełożonych, kapelanów wojskowych.

### Centralne organy służby duszpasterskiej wyznania katolickiego
Kierownictwo służby duszpasterskiej wyznania katolickiego, pod względem wojskowym i administracyjnym, należało do Ministra Spraw Wojskowych, którego doradcą był biskup polowy. Kierownictwo sprawami duszpasterstwa wojskowego (w zakresie jego działania) należało do biskupa polowego. W zakresie kompetencji kościelnych biskup polowy zależny był bezpośrednio od Stolicy Apostolskiej.
W zakresie spraw wojskowych i administracyjnych duszpasterstwa katolickiego, bezpośrednim organem biskupa polowego była Kuria Biskupia Wojsk Polskich. Jako organ doradczy biskupa polowego istniało kolegium konsultorów, złożone z 6 członków, wybranych spośród wybitniejszych kapelanów. Jeden z kościołów garnizonu st. m. Warszawy był kościołem biskupa polowego.

### Służba duszpasterska wyznania katolickiego w Okręgach Korpusów
Działalnością duszpasterstwa katolickiego na obszarze okręgu korpusu kierował dziekan okręgu korpusu – szef Duszpasterstwa Katolickiego Okręgu Korpusu. Dziekan Okręgu Korpusu, pod względem kompetencji kościelnych, podlegał bezpośrednio biskupowi polowemu, pod względem wojskowym i administracyjnym – dowódcy danego Okręgu Korpusu. Dziekanowi okręgu korpusu podlegali:
- personel pomocniczy,
- starsi kapelanowie rejonów duszpasterstwa.

### Rejony duszpasterstwa wyznania katolickiego
Każdy Okręg Korpusu dzielił się na trzy rejony służby duszpasterskiej, które odpowiadały w zasadzie podziałowi okręgu korpusu na rejony służby intendentury. Rejony duszpasterskie oznaczane były nazwą miejscowości siedziby starszego kapelana danego rejonu duszpasterskiego. We wszystkich formacjach wojskowych, stacjonujących na obszarze danego rejonu, działalnością służby duszpasterskiej kierował starszy kapelan rejonu duszpasterskiego. Starszy kapelan rejonu duszpasterskiego miał za zadanie, w stosunku do wojsk, znajdujących się na terenie jego rejonu:
- zabezpieczenie obsługi duszpasterskiej we wszystkich formacjach wojskowych danego rejonu,
- nadzór nad działalnością religijno-oświatową, metrykalną i kościelną kapelanów wojsk danego rejonu,
- współpracę z odnośnym dowódcą dywizji piechoty i dowódcą brygady jazdy.

W celu wypełnienia tych zadań, starszy kapelan rejonu duszpasterskiego miał do dyspozycji:
- podległych mu kapelanów garnizonów, rozlokowanych na terenie danego rejonu
- kapelanów wojskowych, znajdujących się na etatach poszczególnych formacji wojskowych (szpitale, szkoły, więzienia itp.), które stacjonowały na terytorium danego rejonu duszpasterskiego, do wykonywania przez nich czynności kapelanów garnizonowych
- kościół (kaplicę) garnizonu w swojej siedzibie, ewentualnie, w przypadku ich braku, miał prawo używania kościołów parafialnych

Jeżeli kapelani (wymienieni w punkcie 2), byli starsi stopniem i starszeństwem od starszego kapelana rejonu, podlegali, jako kapelani garnizonowi, bezpośrednio dziekanowi okręgu korpusu.
Starszy kapelan rejonu duszpasterskiego, w stosunku do podległego, etatowego personelu pomocniczego, oraz wobec podległych mu kapelanów garnizonowych, posiadał prawa dowódcy batalionu.

### Służba duszpasterska wyznania katolickiego w garnizonach
Służbę duszpasterską w garnizonach pełnili:
1. starszy kapelan rejonu duszpasterskiego w garnizonie tej miejscowości, gdzie posiadał swoją siedzibę,
2. kapelani garnizonowi,
3. kapelani, znajdujący się na etatach poszczególnych formacji wojskowych (szpitale, szkoły, więzienia itp.).

W garnizonach, dla których przewidziane były komendy lokalne typów: komendy obozów warownych typu I i II i komendy miast – kapelani garnizonowi wchodzili organizacyjnie w skład danej komendy lokalnej.

### Służba duszpasterska wyznania katolickiego w formacjach wojskowych
Służbę duszpasterską w formacjach wojskowych pełnili kapelani wojskowi, przewidziani organizacyjnie w etatach poszczególnych formacji wojskowych. Podlegali, w sprawach wojskowych i administracyjnych, dowódcom tych formacji. W formacjach wojskowych, nie posiadających własnych etatowych kapelanów wojskowych, służbę duszpasterską wykonywali odnośni kapelani garnizonowi.
Kapelani marynarki wojennej podlegali biskupowi polowemu, poprzez bezpośrednich swoich przełożonych.

## Służba duszpasterska obrządku greckokatolickiego
Opiekę duszpasterską nad wojskowymi obrządku greckokatolickiego sprawowali odnośni kapelani tego obrządku, zależni, pod względem kościelnym, od biskupa polowego, którego doradcą do spraw liturgicznych obrządku greckokatolickiego był przy kurii biskupiej Wojska Polskiego dziekan obrządku greckokatolickiego. Pod względem wykonania czynności kościelnych, kapelani obrządku greckokatolickiego zależeli bezpośrednio od dziekana danego okręgu korpusu.

## Służba duszpasterska katolików innych obrządków
Obsługę wojskowych katolików innych obrządków, np.: ormiańsko-katolickiego wypełniało duchowieństwo wojskowe względnie cywilne danego obrządku, w zależności od biskupa polowego.

## Służba duszpasterskawyznania ewangelicko-augsburskiego
1. personel,
  - kapelani wojskowi,
  - personel szeregowy, odkomenderowany od tej służby, dla pełnienia czynności pomocniczych służby duszpasterskiej,
  - personel cywilny (kapelani pomocniczy, organiści, zakrystianie itp.),
2. kościoły garnizonowe lub wyznaczone lokale.

Organami kierującymi działalnością służby duszpasterskiej wyznania ewangelicko-augsburskiego byli: wojskowy senior wyznania ewangelicko-augsburskiego, czyli szef Głównego Wojskowego Urzędu Duszpasterskiego Wyznania Ewangelicko-Augsburskiego i podlegli mu proboszczowie, jako szefowie duszpasterstwa tego wyznania przy okręgach korpusów. Kapelani wojskowi i kapelani pomocniczy pełnili rolę organów wykonawczych. W zakresie spraw kościelnych, przewidzianych obowiązującymi przepisami dla kościoła ewangelicko-augsburskiego w Polsce, wszyscy ewangelicko-augsburscy duchowni wojskowi podlegali wojskowemu seniorowi wyznania ewangelicko-augsburskiego, przez odpowiednich swoich przełożonych duchownych. Przepisy personalne Wojska Polskiego odnosiły się również do służby duszpasterskiej wyznania ewangelicko-augsburskiego.

### Centralne organy służby duszpasterskiej wyznania ewangelicko-augsburskiego
Ogólne kierownictwo służby duszpasterskiej wyznania ewangelicko-augsburskiego, pod względem wojskowym i administracyjnym spoczywa w ręku ministra spraw wojskowych, który swą władzę w tym kierunku sprawuje przez szefa Wydziału Wyznań Niekatolickich. Fachowym i odpowiedzialnym doradcą ministra spraw wojskowych, w drodze przez szefa Wydziału Wyznań Niekatolickich przy Ministerstwie Spraw Wojskowych był wojskowy senior wyznania ewangelicko-augsburskiego, do którego należało też ogólne kierownictwo sprawami duszpasterskimi, pod względem kościelnym.
Kandydata na naczelnego kapelana (seniora) wyznania ewangelicko-augsburskiego przedstawiał Ministerstwu Spraw Wojskowych Konsystorz Ewangelicko-Augsburski w Polsce, za pośrednictwem właściwego ministerstwa. Konsystorzowi Ewangelicko-Augsburskiemu podlegał wojskowy senior wyznania ewangelicko-augsburskiego, pod względem kościelno-dogmatycznym. Jako organ doradczy wojskowego seniora wyznania ewangelicko-augsburskiego, zwoływana była dwa razy w roku konferencja wszystkich duszpasterzy wojskowych wyznania ewangelicko-augsburskiego.

### Służba duszpasterska wyznania ewangelicko-augsburskiego w Okręgach Korpusów
Działalnością duszpasterstwa wyznania ewangelicko-augsburskiego na obszarze okręgu korpusu kierował ewangelicko-augsburski proboszcz wojskowy – szef Duszpasterstwa Okręgu Korpusu, wchodzący, jako odrębny organ, w skład odnośnego Okręgu Korpusu.
Szef duszpasterstwa Okręgu Korpusu, pod względem kościelnym, podlegał wprost naczelnemu kapelanowi ewangelicko-augsburskiemu Wojska Polskiego. Pod względem wojskowym i administracyjnym bezpośrednio dowódcy danego okręgu korpusu. W przypadku nieposiadania własnego proboszcza ewangelicko-augsburskiego przez dany okręg korpusu, kierownictwo sprawami duszpasterskimi tego wyznania powierzane było szefowi duszpasterstwa ewangelicko-augsburskiego sąsiedniego okręgu korpusu. Szef duszpasterstwa ewangelicko-augsburskiego Okręgu Korpusu posiadał:
- podległy mu bezpośrednio personel pomocniczy, przewidziany w etacie Dowództwa Okręgu Korpusu,
- bezpośrednio podległych sobie ewangelickich kapelanów wojskowych i pomocniczych.

### Służba duszpasterska wyznania ewangelicko-augsburskiego w rejonach i garnizonach
W miejscach większego skupienia osób wojskowych wyznania ewangelicko-augsburskiego mianowani byli ewangelicko-augsburscy kapelani wojskowi i kapelani pomocniczy, którym powierzało się opiekę religijną nad żołnierzami ewangelikami całych rejonów, według wniosków szefów duszpasterstw ewangelicko-augsburskich odnośnych Okręgów Korpusów. W swoich siedzibach, kapelani wojskowi i pomocniczy, oraz szefowie duszpasterstw ewangelickich okręgów korpusów pełnili garnizonową służbę duszpasterską, w stosunku do osób wojskowych wyznania ewangelickiego. Opiekę duszpasterską nad ewangelikami w garnizonach i rejonach, nie posiadających własnych kapelanów ewangelickich, sprawowali na wniosek szefów duszpasterstw ewangelickich, najwyżsi duszpasterze wojskowi wyznań ewangelickich, ewentualnie przy współudziale duchowieństwa cywilnego, z którym porozumiewali się, co do prawa używania kościołów parafialnych.
W garnizonach, posiadających większą liczbę osób wojskowych wyznań ewangelickich, ewangelicki zbór wojskowy wybierał pod przewodnictwem właściwych duszpasterzy wojskowych, na zasadach, ustalonych ustawami dla kościołów ewangelickich w Polsce, tzw. kolegium kościelne, czyli wojskową radę kościelną, składającą się w połowie z oficerów i w połowie z szeregowych.

### Stosunek do osób wojskowych wyznania ewangelicko reformowanego i innych społeczności protestanckich
Niezależnie od okręgów korpusów, w byłych zaborze niemieckim i zaborze austriackim, gdzie wyznania ewangelicko-augsburskie i ewangelicko-reformowane tworzyły wspólną organizację kościelną (kościół unijny lub sfederowany), duszpasterze wojskowi wyznania ewangelicko-augsburskiego, zobowiązani byli (także na terenie byłego zaboru rosyjskiego), roztoczyć opiekę religijną nad żołnierzami innych wyznań ewangelickich, pozbawionych własnego duszpasterstwa. Na żądanie jednak zainteresowanych, ewangelicko-augsburscy duszpasterze wojskowi zwracali się do najbliższego duchownego wyznania ewangelicko-reformowanego, względnie innych społeczności protestanckich, z prośbą o udzielenie ich współwyznawcom w wojsku Komunii Świętej. W miejscowościach, które nie posiadając duszpasterza wojskowego wyznania ewangelicko-augsburskiego, miały kapelana wyznania ewangelicko-reformowanego, żołnierzy wyznania ewangelicko-augsburskiego oddawano opiece religijnej tego duszpasterza wojskowego, przy jednoczesnym umożliwieniu im otrzymania Komunii Świętej u najbliższego duchownego wyznania ewangelicko-augsburskiego.

## Służba duszpasterskawyznania ewangelicko-reformowanego
Analogicznie jak służba duszpasterska wyznania ewangelicko-augsburskiego.

## Służba duszpasterskawyznania prawosławnego
Zadaniem służby duszpasterskiej wyznania prawosławnego było zaspokajanie potrzeb religijnych osób wojskowych wyznania prawosławnego. Organizacja:
1. Personel,
  - kapelani wojskowi,
  - kapelani pomocniczy (cywilni),
  - personel szeregowy, odkomenderowany do tej służby, dla pełnienia czynności pomocniczych w służbie duszpasterskiej,
  - personel cywilny (diakoni, dyrygenci chórów, zakrystianie itp.),
2. Cerkwie garnizonowe, lub lokale wyznaczone do tego celu.

Prawa i obowiązki duchowieństwa wojskowego wyznania prawosławnego, jak i personelu szeregowych odkomenderowanych do pełnienia czynności pomocniczych w służbie duszpasterskiej oraz personelu cywilnego określały odrębne przepisy. Sposób dysponowania cerkwiami i lokalami do odprawiania nabożeństw dla wojskowych prawosławnych określały specjalne instrukcje. Organami kierującymi działalnością służby duszpasterskiej wyznania prawosławnego byli: wojskowy protoprezbiter wyznania prawosławnego – szef Głównego Wojskowego Urzędu Duszpasterskiego Wyznania Prawosławnego i podlegli mu proboszczowie, jako szefowie duszpasterstw prawosławnych przy okręgach korpusów. Kapelani wojskowi i kapelani pomocniczy pełnili rolę organów wykonawczych. W zakresie spraw kościelnych, przewidzianych obowiązującymi ustawami dla kościoła prawosławnego w Polsce, wszyscy prawosławni kapelani wojskowi podlegali wojskowemu protoprebiterowi wyznania prawosławnego, przez odpowiednich swoich przełożonych, kapelanów wojskowych. Przepisy personalne, obowiązujące w Wojsku Polskim, odnosiły się również do służby duszpasterskiej wyznania prawosławnego.

### Centralne organy służby duszpasterskiej wyznania prawosławnego
Ogólne kierownictwo służby duszpasterskiej wyznania prawosławnego, pod względem wojskowym i administracyjnym, sprawował Minister Spraw Wojskowych – przez szefa Wydziału Wyznań Niekatolickich. Doradcą Ministra Spraw Wojskowych, przez szefa Wydziału Wyznań Niekatolickich przy Ministerstwie Spraw Wojskowych, był protoprezbiter wyznania prawosławnego, do którego należało też ogólne kierownictwo sprawami duszpasterskimi pod względem kościelnym. Kandydata na wojskowego protoprezbitera przedstawiał Ministrowi Spraw Wojskowych egzarcha kościoła prawosławnego w Polsce, za pośrednictwem właściwego ministerstwa. Metropolicie kościoła prawosławnego podlegał wojskowy protoprezbiter wyznania prawosławnego, pod względem kościelno-kanonicznym. Organem właściwym, dla zarządzeń Ministra Spraw Wojskowych, w zakresie spraw wojskowych i administracyjnych duszpasterstwa prawosławnego, był Wydział Wyznań Niekatolickich przy Ministerstwie Spraw Wojskowych. Jako organ doradczy wojskowego protoprezbitera wyznania prawosławnego, dwa razy w roku zwoływane było kolegium wszystkich szefów duszpasterstw prawosławnych Okręgów Korpusów.
Protoprezbiterami byli:
- Bazyli Martysz – do 1934,
- Szymon Fedorońko – od 1934, zamordowany w Katyniu w 1940.

### Służba duszpasterska wyznania prawosławnego w Okręgach Korpusów
Działalnością duszpasterstwa wyznania prawosławnego na obszarze Okręgu Korpusu kierował prawosławny proboszcz wojskowy – szef Duszpasterstwa Okręgu Korpusu, wchodzący, jako odrębny organ, w skład kwatery głównej odnośnego Okręgu Korpusu.
W przypadku nieposiadania własnego proboszcza prawosławnego przez dany Okręg Korpusu, kierownictwo sprawami duszpasterskimi tego wyznania powierzane było szefowi duszpasterstwa prawosławnego sąsiedniego Okręgu Korpusu.
Szef duszpasterstwa prawosławnego Okręgu Korpusu posiadał:
- podległy mu bezpośrednio personel pomocniczy, przewidziany w etacie Dowództwa Okręgu Korpusu;
- bezpośrednio podległych sobie prawosławnych kapelanów wojskowych i pomocniczych.

W miejscach większego skupienia osób wojskowych wyznania prawosławnego mianowani byli prawosławni kapelani wojskowi i kapelani pomocniczy, którym powierzało się opiekę religijną nad żołnierzami prawosławnymi całych rejonów, według wniosków szefów duszpasterstw prawosławnych odnośnych Okręgów Korpusów. W swoich siedzibach, kapelani wojskowi i pomocniczy, oraz szefowie duszpasterstw prawosławnych okręgów korpusów pełnili garnizonową służbę duszpasterską w stosunku do osób wojskowych wyznania prawosławnego.

### Służba duszpasterska wyznania prawosławnego w rejonach i garnizonach
Rejony i garnizony, w których znajdowało się ponad 1500 wojskowych wyznania prawosławnego, jak również szpitale wojskowe ponad 250 łóżek, miały osobnego kapelana wojskowego dla prawosławnych. Kapelani ci podlegali, w sprawach wojskowych i administracyjnych, dowódcom tych formacji, w sprawach kościelnych – proboszczom (dziekanom) odnośnego okręgu korpusu. W formacjach, w których znajdowała się mniejsza liczba wojskowych wyznania prawosławnego, obsługę duszpasterską pełnili kapelani pomocniczy spośród duchownych prawosławnych cywilnych, wyznaczonych przez szefa prawosławnego duszpasterstwa okręgu korpusu, w porozumieniu z odnośnymi władzami diecezjalnymi, zatwierdzonymi przez Ministra Spraw Wojskowych. Obsługę duszpasterską wojskowych staroobrzędowców połączonych z kościołem prawosławnym, spełniali prawosławni kapelani według starego obrządku.

## Służba duszpasterskawyznania mojżeszowego
Personel do pełnienia służby duszpasterskiej stanowili:
- rabini wojskowi i pomocniczy (cywilni),
- personel szeregowy, odkomenderowany do tej służby, dla pełnienia czynności pomocniczych w służbie duszpasterskiej,
- personel cywilny (chazenowie, kantorowie (śpiewacy synagogalni), szamesowie (słudzy synagogalni)).

Organizacja duchowieństwa wojskowego wyznania mojżeszowego, jego podstawowe obowiązki i prawa, określała odrębna ustawa oraz stosowne przepisy wykonawcze.
Organami kierującymi działalnością służby duszpasterskiej wyznania mojżeszowego byli naczelny rabin Wojska Polskiego i podlegli mu rabini okręgów korpusów. Pozostali rabini wojskowi pełnili funkcje wykonawcze. Wszyscy rabini wojskowi podlegali, w zakresie spraw duszpastersko-religijnych, naczelnemu rabinowi Wojska Polskiego, przez odpowiednich, bezpośrednich swoich przełożonych, rabinów wojskowych. Przepisy personalne, obowiązujące w Wojsku Polskim, odnosiły się również do służby duszpasterskiej wyznania mojżeszowego.

### Centralne organy służby duszpasterskiej wyznania mojżeszowego
Ogólne kierownictwo służby duszpasterskiej wyznania mojżeszowego, pod względem wojskowym i administracyjnym, sprawował Minister Spraw Wojskowych, przez szefa Wydziału Wyznań Niekatolickich. Doradcą Ministra Spraw Wojskowych (przez szefa Wydziału Wyznań Niekatolickich przy Ministerstwie Spraw Wojskowych) był naczelny rabin Wojska Polskiego, do którego należało ogólne kierownictwo sprawami duszpasterskimi. Kandydata na naczelnego rabina Wojska Polskiego przedstawiała Ministrowi Spraw Wojskowych właściwa władza cywilna tego wyznania, za pośrednictwem właściwego ministerstwa. Organem właściwym dla zarządzeń Ministra Spraw Wojskowych, w zakresie spraw wojskowych i administracyjnych duszpasterstwa wyznania mojżeszowego, w składzie Wydziału Wyznań Niekatolickich przy Ministerstwie Spraw Wojskowych, oraz bezpośrednim organem pracy naczelnego rabina Wojska Polskiego był Główny Wojskowy Urząd Duszpasterski dla Wyznania Mojżeszowego, przy Wydziale Wyznań Niekatolickich. Jako organ doradczy naczelnego rabina Wojska Polskiego istniało kolegium rabinów okręgu korpusu, które zbierało się dwa razy w roku.

### Służba duszpasterska wyznania mojżeszowego w Okręgach Korpusów
Działalnością duszpasterstwa wyznania mojżeszowego na obszarze okręgu korpusu kierował rabin wojskowy – szef Duszpasterstwa Okręgu Korpusu, wchodzący, jako odrębny organ, w skład Dowództwa Okręgu Korpusu. Szef duszpasterstwa okręgu korpusu, pod względem kościelnym, podlegał wprost naczelnemu rabinowi Wojska Polskiego. Pod względem wojskowym i administracyjnym bezpośrednio dowódcy danego okręgu korpusu. W przypadku nieposiadania własnego rabina przez dany okręg korpusu, kierownictwo sprawami duszpasterskimi powierzane było szefowi duszpasterstwa mojżeszowego sąsiedniego Okręgu Korpusu. Szef duszpasterstwa mojżeszowego Okręgu Korpusu posiadał:
- podległy mu bezpośrednio personel pomocniczy, przewidziany w etacie Dowództwa Okręgu Korpusu,
- bezpośrednio podległych sobie rabinów wojskowych i pomocniczych.

### Służba duszpasterska wyznania mojżeszowego w garnizonach, oddziałach i instytucjach
Dywizje, brygady i garnizony, w których znajdowało się ponad 1500 wojskowych wyznania mojżeszowego i szpitale ponad 250 łóżek, miały osobnego rabina wojskowego. Rabini ci podlegali, w sprawach wojskowych i administracyjnych, dowódcom odnośnych garnizonów, formacji i szpitali, natomiast w sprawach duszpasterstwa, rabinowi odnośnego Okręgu Korpusu. Każdy rabin dywizji, brygady, garnizonu lub szpitala, miał wyznaczoną przez rabina Okręgu Korpusu pieczę duchowną również nad sąsiednimi garnizonami, oddziałami, instytucjami, nie posiadającymi własnych rabinów, którą wykonywał przy współudziale rabinów cywilnych. W garnizonach, oddziałach i szpitalach, które nie posiadały osobnego rabina wojskowego, pomocniczą służbę duszpasterską pełnili rabini cywilni, wyznaczeni przez szefa urzędu duszpasterskiego wyznania mojżeszowego Okręgu Korpusu i zatwierdzeni przez Ministerstwo Spraw Wojskowych.